# Regne de Pagan
El Regne de Pagan, també conegut com a dinastia Pagan o Imperi Pagan va ser el primer regne que va unificar els territoris que actualment constitueixen Birmània (Myanmar). El govern durant 250 anys de la dinastia Pagan sobre la vall del Riu Irawadi i la seva perifèria van assentar les bases per a l'ascens de l'idioma i la cultura birmana, la propagació de l'ètnia Bamar en l'Alta Birmània i el creixement del budisme Theravada a Birmània i en el sud-est asiàtic continental.

## Història
El regne va sorgir a partir d'un petit assentament del segle ix, a Pagan (Bagan) fundat per bamars (birmans), que havien arribat recentment a la vall del riu Irrawaddy procedent del Regne de Nan. Durant els següents dos-cents anys, el petit principat va créixer gradualment per absorbir les seves regions circumdants fins a la dècada de 1050 i 1060, quan el rei Anawrahta va fundar el Regne Pagan, que unificava per primera vegada sota un mateix sistema de govern la vall del Irrawaddy i la seva perifèria. A la fi del segle XII els successors d'Anawrahta havien estès la seva influència més al sud fins a la península malaia superior, cap a l'est, almenys, fins al riu Salween, en el nord per sota de la frontera actual de la Xina i a l'oest, en el nord d'Arakan i els pujols Xin. Als segles XII i XIII, Pagan, juntament amb l'Imperi Khmer, va ser un dels dos imperis principals en el sud-est asiàtic continental.
La llengua i la cultura birmana es van convertir gradualment en dominants a l'alta vall del riu Irrawaddy i van eclipsar les lleis Pyu, Mon i Pali a la fi del segle XII. El budisme Theravada lentament es va estendre pels llogarets, encara que les branques tàntrica, Mahāiāna i brahmàniques i les pràctiques animistes van romandre fortament arrelades en tots els estrats socials. Els governants pagan van construir més de 10.000 temples budistes a la zona de capital pagan dels quals en queden més de 2.000.
El regne va entrar en declivi en la meitat del segle xiii, amb el continu creixement de les terres adjudicades als monestirs budistes sense cap pagament d'impostos, que cap a 1280 havia afectat seriosament la capacitat de la corona per mantenir la lleialtat dels seus cortesans i l'exèrcit. Això va marcar el començament d'un cercle viciós de desordres interns al costat de la pressió exterior exercida pels rakhines (arakans), mons, mongols i shan. Les repetides invasions dels mongols entre 1277 i 1301 van enderrocar el regnat de quatre segles d'antiguitat, l'any 1287. El col·lapse va ser seguit per 250 anys de fragmentació política que va durar fins ben entrat el segle XVI.

## Cultura i societat

### Demografia

#### Mida de la població
Diverses estimacions situen la població de l'Imperi Pagà entre un i dos milions i mig, però la majoria de les estimacions la situen entre un milió i mig i dos milions com a màxim. El nombre estaria més a prop de l'extrem superior, suposant que la població de Birmània precolonial es mantingués bastant constant. (La mida de la població a l’època medieval tendeix a mantenir-se plana al llarg de molts segles. La població d’Anglaterra entre els segles XI i XVI es va mantenir al voltant dels 2,25 milions i la població xinesa fins al segle XVII es va mantenir entre els 60 i els 100 milions durant 13 segles.)  Pagan era la ciutat més poblada amb una població estimada de 200.000 habitants abans de les invasions mongoles. 

#### Grups ètnics
El regne era un "mosaic ètnic". A finals del segle xi, els birmans ètnics eren encara "una població privilegiada però limitada numèricament", molt concentrada a la zona seca interior de l'Alta Birmània. Van coexistir amb Pyus, que va dominar la zona seca, fins que aquest va arribar a identificar-se com a birmans a principis del segle xiii. Les inscripcions també esmenten una varietat de grups ètnics a l'alta Birmània i els seus voltants: mons, thets, kadus, sgaws, kanyans, palaungs, was i shans. Els pobles que vivien al perímetre de les terres altes van ser classificats col·lectivament com a "pobles de muntanyes" (taungthus, တောင်သူ), tot i que els migrants shan canviant la composició ètnica de la regió dels turons. Al sud, els Mons eren dominants a la Baixa Birmània al segle xiii, si no abans.  A l'oest, una classe dirigent arakanesa que parlava birmà va sorgir.
Per descomptat, la noció d’ètnia a Birmània precolonial era molt fluida, molt influenciada per la llengua, la cultura, la classe, la localitat i, de fet, el poder polític. Les persones van canviar la seva identificació dins del grup, en funció del context social. L’èxit i la longevitat de l’Imperi Pagà van mantenir la difusió de l’ètnia i la cultura birmanes a l’Alta Birmània en un procés que es va anomenar «birmanització», que Lieberman descriu com «assimilació per part de pobles bilingües, desitjosos d’identificar-se amb elit imperial. Segons Lieberman, el poder imperial de Pagan va permetre la "construcció de l'hegemonia cultural birmana", evidenciada pel "creixement de l'escriptura birmana, el declivi concomitant de la cultura pyu (i potser mon), les noves tendències en art i arquitectura, i l'expansió dels cultivadors de parla birmana a noves terres".
No obstant això, al final del període pagà, el procés de burmanització, que continuaria fins al segle xix, i que acabaria cobrint tota la terra baixa, encara es trobava en una etapa inicial. La primera referència existent en llengua birmana a "birmans" va aparèixer només el 1190 i la primera referència a l'Alta Birmània com a "la terra dels birmans" ("Myanma pyay") el 1235. La noció d'ètnia continuava sent molt fluida i estretament lligada al poder polític. Tot i que l'auge del regne d'Ava va assegurar la contínua difusió de l'ètnia birmana a l'Alta Birmània post-pagana, l'aparició similar de regnes de parla no birmana en altres llocs va ajudar a desenvolupar la consciència ètnica estretament lligada a les respectives classes dominants a la Baixa Birmània, Estats Shan i Arakan. Per exemple, segons Lieberman i Aung-Thwin, "la mateixa noció de Mons com a ètnia coherent pot haver sorgit només als segles XIV i XV després del col·lapse de l'hegemonia de l'Alta Birmania". 

#### Classes socials
La societat pagana estava molt estratificada entre diferents classes socials. A la part superior de la piràmide hi havia la reialesa (família reial immediata), seguida de l’alta oficialitat (la família reial extensa i la cort), la baixa oficialitat, els artesans i els grups de serveis de la corona i els plebeus. El clergat budista no era una classe de la societat secular, però representava una classe social important. 
La majoria de la gent pertanyia a un dels quatre grans grups de plebeus. En primer lloc, els militars reials eren esclaus (kyundaw,ကျွန်တော်) del rei, i sovint eren assignats a caps i funcionaris individuals que actuaven com a representants del rei. Rebien subvencions de terres de la corona i estaven exempts de la majoria dels impostos personals a canvi d’un servei regular o militar. En segon lloc, Athi (အ သည်) els plebeus no vivien en terres reials, sinó en terres comunals i no devien un servei reial regular, sinó que pagaven impostos importants. Els servidors privats (kyun, ကျွန်) devien mà d'obra només al seu patró individual i quedaven fora del sistema d'obligació reial. Finalment, els religiosos (hpaya-kyun, ဘုရား ကျွန်) també eren esclavistes privats que devien treball només als monestirs i temples, però no a la corona. 
De les tres classes vinculades (que no eren "athi"), els fiadors reials i els religiosos eren hereditaris, mentre que els esclaus privats no. La servitud d'un esclau privat cap al seu patró es va mantenir fins que el deute es va amortitzar completament. Les obligacions d'un esclau van cessar amb la mort i no es van poder perpetuar fins als seus descendents. D'altra banda, els militars reials (kyundaw) eren hereditaris i estaven exempts d'impostos personals a canvi del servei reial. De la mateixa manera, els militars religiosos (hpaya-kyun) eren hereditaris i estaven exempts d'impostos personals i servei reial a canvi de mantenir els assumptes dels monestirs i temples. A diferència dels militars reials o fins i tot de la plebs athi, els religiosos no podien ser reclutats al servei militar. 

### Llengua i literatura

#### Idiomes
La llengua principal de la classe dirigent pagana era la llengua birmana, una llengua tibeto-birmana relacionada tant amb la llengua pyu com el llenguatge de la classe dominant de Nanzhao. Però la difusió de la llengua a les masses es va quedar per darrere de la fundació de l’Imperi Pagà entre 75 i 150 anys. A principis de l'era pagana, tant pyu com mon eren llengües franques de la vall d’Irawaddy. Pyu era la llengua dominant de l'Alta Birmània, mentre que la llengua Mon era prou prestigiosa perquè els governants pagans poguessin emprar la llengua amb freqüència per a inscripcions i potser per a usos judicials.  Tot indica que el birmà es va convertir en la lingua franca del regne només a principis del segle XII, i potser a finals del segle XII, quan es va declinar l'ús de pyu i mon en l'ús oficial. Mon va continuar florint a la Baixa Birmània, però pyu, com a llengua, s'hauria extingit a principis del segle xiii.
Un altre desenvolupament important en la història i la llengua birmanes de Birmània va ser l'ascens del Pali, el llenguatge litúrgic del budisme Theravada. L'ús del sànscrit, que havia estat predominant al regne de Pyu i a la primera era pagana, va disminuir després de la conversió d'Anawrahta al budisme Theravada. 

#### Alfabets

Modern alfabet birmà. L'escriptura birmana antiga no tenia trets cursius, que són distintius de l'escriptura moderna.

La difusió de la llengua birmana va anar acompanyada de la de l'escriptura birmana. El guió es va desenvolupar a partir del guió mon o del alfabet pyu. Una teoria principal sosté que l'escriptura birmana es va desenvolupar a partir de l'escriptura Mon el 1058, un any després de la conquesta d’Anawrahta del regne de Thaton.  Però recents investigacions d’Aung-Thwin argumenten que l'escriptura birmana podria haver estat derivada de l'escriptura Pyu al segle x, i que l'escriptura birmana era el pare de l'escriptura Burma Mon. Argumenta que l'escriptura Mon trobada a Birmània era prou diferent de l’antiga escriptura Mon que es trobava a les pàtries Mon de Dvaravati o Haripunjaya (a l’actual Tailàndia) sense proves arqueològiques que demostrin cap vincle entre els dos. D’altra banda, continua Aung-Thwin, les darreres evidències arqueològiques daten l'escriptura birmana de 58 a 109 anys per davant de l'escriptura burma mon. L'escriptura més antiga Burma Mon (a Prome) data del 1093, mentre que la primera escriptura birmana (la inscripció de paraigües daurada del coure del temple Mahabodhi) data del 1035. De fet, si es fa una "reformulació" del segle xviii es permet la còpia d’una inscripció original de pedra com a prova, l'escriptura birmana ja s’utilitzava almenys des del 984 dC.

#### Literatura

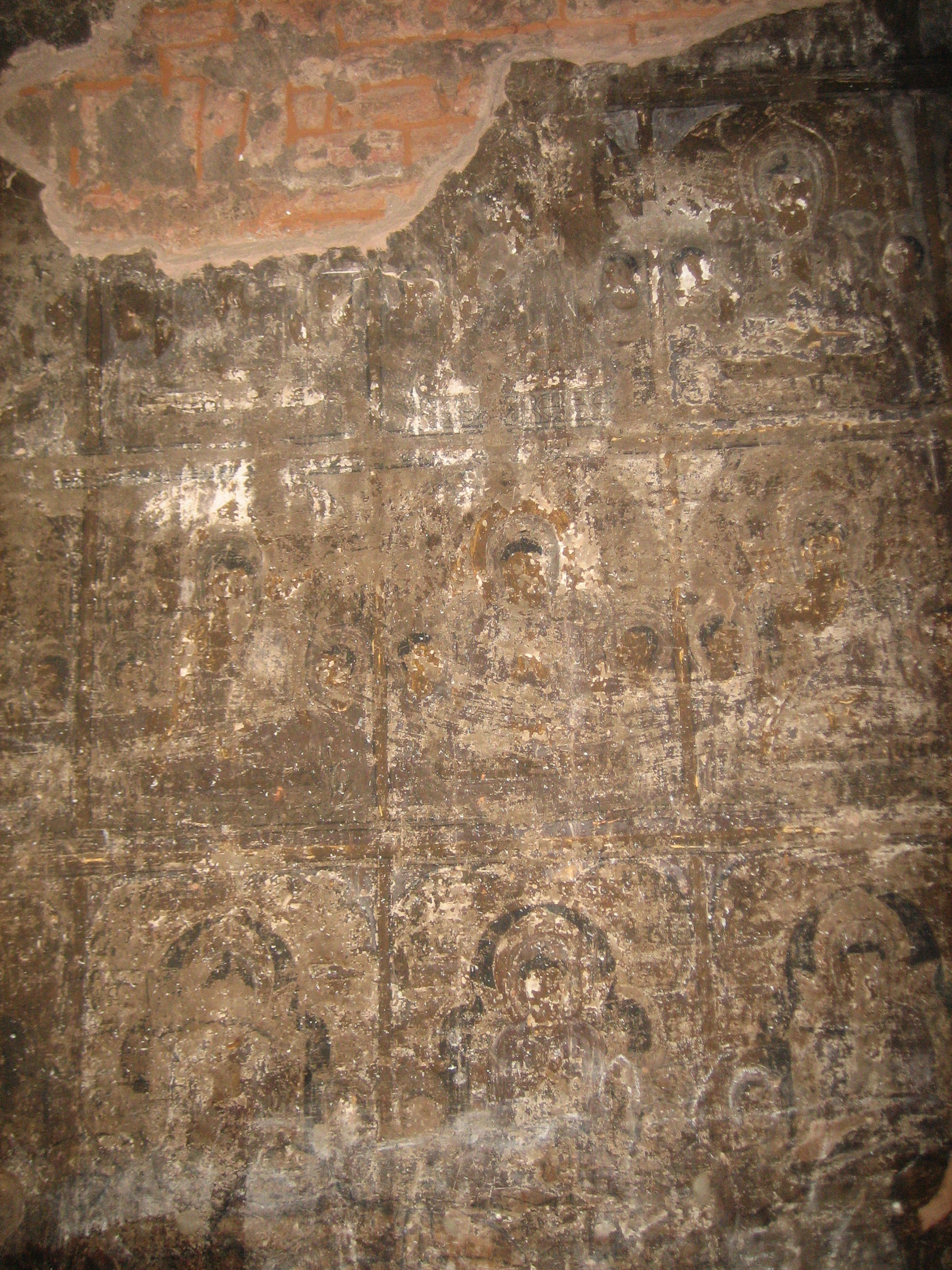
Frescos d'històries de Jataka budistes en un temple pagà

Sigui quin sigui l’origen de l'escriptura birmana, escriure en birmà era encara una novetat al segle xi. L'escriptura birmana va esdevenir dominant a la cort només al segle XII. Durant gran part del període pagà, els materials escrits necessaris per produir un gran nombre de monjos i estudiants alfabetitzats als pobles simplement no existien. Segons Than Tun, fins i tot al segle xiii, "l'art d'escriure encara estava en braceroles amb els birmans". Els manuscrits eren rars i costaven molt. Fins a 1273, un conjunt complet de Tripiṭaka costava 3.000 kyats de plata, que podrien comprar més de 2000 hectàrees de camps d'arrossars. L’alfabetització en birmà, per no parlar de Pali, era el monopoli efectiu de l’aristocràcia i dels seus companys monàstics. 
Als pagans i als principals centres provincials, els temples budistes donaven suport a una llengua Pali cada vegada més sofisticada, especialitzada en estudis gramaticals i filosòfics-psicològics (abhidhamma) i que, segons els informes, va guanyar l’admiració dels experts singalesos. A més de textos religiosos, els monjos de Pagan van llegir treballs en diverses llengües sobre prosòdia, fonologia, gramàtica, astrologia, alquímia i medicina, i es van desenvolupar una escola independent d’estudis jurídics. La majoria dels estudiants, i probablement els principals monjos i monges, provenien de famílies aristocràtiques. i les resolucions legals que es van convertir en un segell distintiu de l'administració de Toungoo després de 1550.

## Llegat
El regne de Pagan, de Birmània, va tenir un impacte durador en la història birmana i la història del sud-est asiàtic continental. L’èxit i la longevitat del domini de Pagan sobre la vall d’Irrawaddy van permetre l’ascens de la llengua i la cultura birmanes, i la difusió de l’ètnia birmana a l’Alta Birmània i va establir les bases per a la seva contínua difusió en altres llocs en segles posteriors. El regnat de 250 anys va deixar un sistema provat de normes administratives i culturals que serien adoptades i esteses pels regnes successors, no només pel regne Ava de parla birmana, sinó també pel Regne Hanthawaddy de parla mon i els estats Shan de parla Shan.
La integració cultural continuada en una Birmània postpagana, d'una altra manera fragmentada políticament, va preparar el terreny per a un ressorgiment d'un estat birmà unificat al segle XVI. Es pot fer una comparació adequada amb l’Imperi Khmer, l’altre Imperi del sud-est asiàtic que va enderrocar les invasions mongoles. Diversos pobles Tai-Shan, que van baixar amb els mongols, van arribar a dominar els paisatges polítics dels dos antics imperis. Mentre que Birmània veuria un ressorgiment, l'estat khmer post-mongol es va reduir a una mera ombra del seu jo anterior, per no recuperar mai la seva preeminència.  Només a l'antic Imperi Khmer, les llengües Thai i Thai / Lao es van estendre permanentment a costa dels pobles de parla Mon-Khmer, a diferència de la presa de possessió birmana del regne Pyu quatre segles abans.  A Birmània, el resultat va ser el contrari: el lideratge Shan, així com els immigrants Shan de la terra baixa de Myinsaing, Pinya, Sagaing i Ava van adoptar les normes culturals birmanes, la llengua birmana i l’ètnia birmana. La convergència de normes culturals al voltant de les normes centrades en els pagans existents, almenys al nucli de la vall d'Irrawaddy, al seu torn van facilitar els impulsos de reunificació política actuals de la dinastia Taungoo i la  Konbaung.
L'imperi pagà també va canviar la història del sud-est asiàtic continental. Geopolíticament, Pagan va consolidar la invasió de l’Imperi Khmer a la costa de Tenasserim i a la vall de l’alt Menam. Culturalment, l’aparició de Pagan com a fortalesa de la Theravada davant un imperi Khmer hindú en expansió dels segles XI al XIII va proporcionar a l'escola budista, que havia estat en retirada en altres llocs del sud d’Àsia i el sud-est asiàtic, una recuperació molt necessària i un refugi segur. No només els pagans van ajudar a reiniciar el budisme Theravada a Sri Lanka, sinó que els més de dos segles de mecenatge d'un poderós imperi van fer que el budisme Theravada creixés més tard. a Lan Na (nord de Tailàndia),  Siam (centre de Tailàndia), Lan Xang (Laos) i l'Imperi Khmer (Cambodja) als segles XIII i XIV.